# Lárimna
Lárimna (Larymna) är en ort i Grekland.   Den ligger i prefekturen Fthiotis och regionen Grekiska fastlandet, i den östra delen av landet, 80 km nordväst om huvudstaden Aten. Lárimna ligger 1 meter över havet och antalet invånare är 883.
Terrängen runt Lárimna är kuperad åt sydväst, men åt nordost är den platt. Havet är nära Lárimna åt nordost.  Närmaste större samhälle är Malesína, 7,7 km nordväst om Lárimna. 